# 大陆篮球协会
美国大陆篮球协会（Continental Basketball Association），或者简单地称其为CBA，是美国的一个职业男子篮球联赛。附属于美国篮球运动体系。联赛的英语缩写CBA和中国职业篮球联赛（Chinese Basketball Association）的英语缩写相同。

## 历史
大陆篮球协会的历史可以追溯到1946年的4月23日，当时联赛最初的一年被称之为东宾西法尼亚篮球联赛（Pennsylvania Basketball League）。在1948年到1970年间联赛名为东部职业篮球联赛（Eastern Professional Basketball League），之后联赛又更名为东部篮球协会。在1978年1月1日联赛的名字变成大陆篮球协会。
联赛发源于宾西法尼亚州，声称是世界上最早的职业篮球联赛。NBA虽然同样成立于1946年，但成立于六月的NBA比成立于四月的大陆篮协晚两个月。大陆篮协的首任行政主管是Harry Rudolph，也是NBA著名的裁判Mendy Rudolph的父亲。
1999年，整个联赛被前NBA球星“微笑刺客”伊塞亚·托马斯率领的投资集团集体收购。但是收购的联合拥有计划并不成功。CBA宣布破产，并且在2001年8月停止了运行。其中的许多球队转投国际篮球联盟(International Basketball League)。
2001年秋，大陆篮球协会和国际篮球联盟（IBL）合并成为国际篮球协会（International Basketball Association）。

## 现今球队
| 所属联盟 | 球队                                 | 所在地               | 建队时间 |
| -------- | ------------------------------------ | -------------------- | -------- |
| 美国联盟 | 奥尔巴尼地主 (Albany Patroons)       | 纽约州，奧尔巴尼     | 1982年   |
| 美国联盟 | 印第安纳流浪猫 (Indiana Alley Cats)  | 印第安纳州，安德森市 | 2005年   |
| 美国联盟 | 迈诺特空中火箭 (Minot SkyRockets)    | 北达科他州，迈诺特市 | 2005年   |
| 美国联盟 | 匹兹堡无限 (Pittsburgh Xplosion)     | 宾夕法尼亚州，匹兹堡 | 2005年   |
| 国家联盟 | 巴特超胆侠 (Butte Daredevils)        | 蒙大拿州，巴特市     | 2006年   |
| 国家联盟 | 大瀑布探索者 (Great Falls Explorers) | 蒙大拿州，大瀑布城   | 2006年   |
| 国家联盟 | 犹他老鹰 (Utah Eagles)               | 犹他州，盐湖城       | 2006年   |
| 国家联盟 | 雅克玛太阳王 (Yakama Sun Kings)      | 华盛顿州，雅基马市   | 1990年   |

## 大陆篮球协会全明星赛

### 历届全明星赛赛果
- 详细美国大陆篮协历届全明星赛赛果

### 历年全明星最有价值球员
- 详细美国大陆篮协历年全明星赛最有价值球员资料